# Nosterfield
Nosterfield – osada w Anglii, w hrabstwie North Yorkshire, w dystrykcie (unitary authority) North Yorkshire. Leży 44 km na północny zachód od miasta York i 317 km na północ od Londynu.